# 馬斯喀特老城

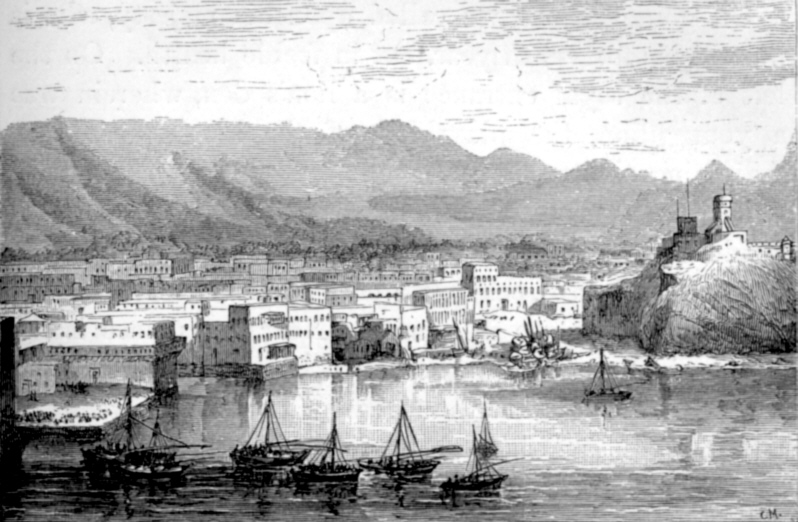
馬斯喀特老城，繪於1876年

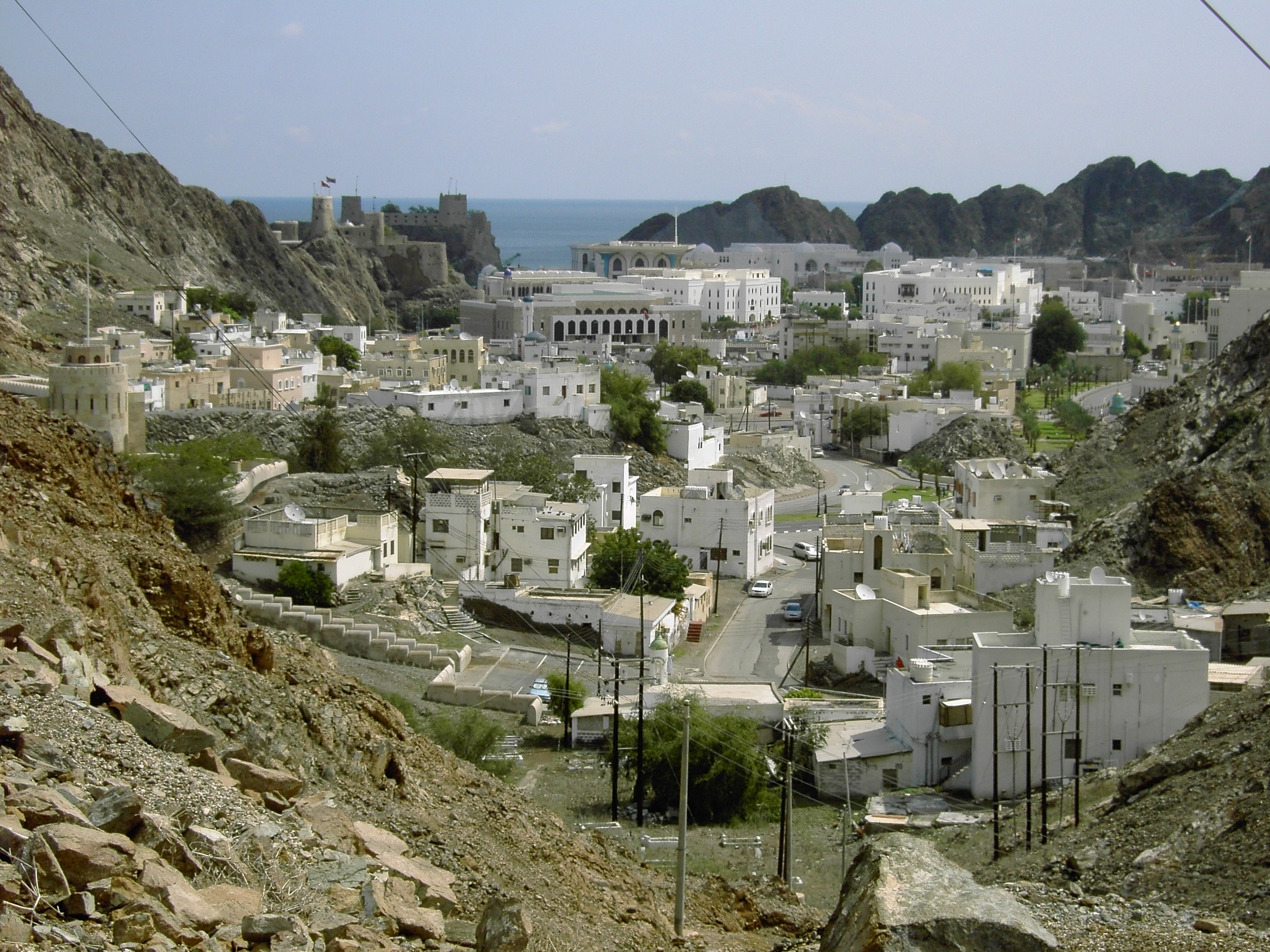
自山丘上俯視馬斯喀特老城，攝於2006年

馬斯喀特老城（阿拉伯语：‎）是阿曼首都馬斯喀特舊城區，位於阿曼灣沿岸的馬特拉赫，與新城區以海岸山脈相隔。老城範圍大致為馬特拉赫的濱海道路沿線，北至卡布斯蘇丹港，南迄布斯坦海灘。城區西側、南側周圍有城牆與圓塔環繞，20世紀以前城門會在入夜後三小時關閉。

## 景點

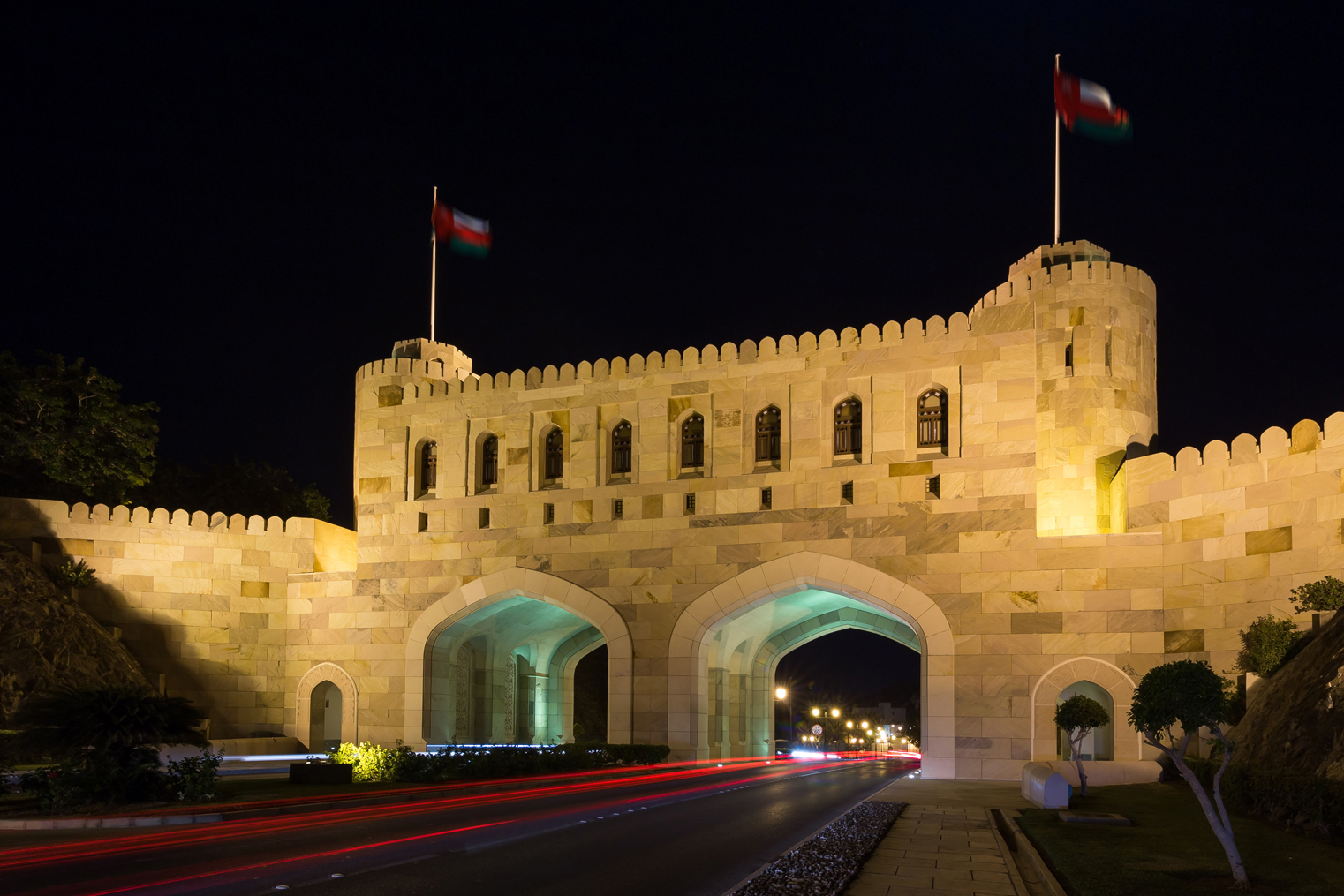
马斯喀特城门博物馆

以下為位於馬斯喀特老城區的景點：
- 阿蘭姆皇宮
- 赛迪亚大街（英语：Al Saidiya Street）
- 卢拜尔博物馆（英语：Bait Al Zubair）
- 加拉利堡（英语：Fort Al Jalali）
- 米拉尼堡（英语：Fort Al-Mirani）
- 马斯喀特城门博物馆（英语：Muscat Gate Museum）
- 阿曼國家博物館
- 阿曼法國博物館（英语：Omani French Museum）